# Імені Імангалі Білтабанова
імені Імангалі́ Білтаба́нова (каз. Иманғали Білтабанов ат.) — село у складі Хобдинського району Актюбінської області Казахстану. Адміністративний центр сільського округу Імангалі Білтабанова.
У радянські часи село називалося Хабаловка.
Населення — 534 особи (2021; 636 у 2009, 918 у 1999, 1178 у 1989).